# Anatoli Grigorjewitsch Spasski
Anatoli Grigorjewitsch Spasski (russisch Анатолий Григорьевич Спасский; * 1895 in Beschiza (jetzt ein Teil Brjansks); † 1970 in Moskau) war ein russischer Metallurg und Hochschullehrer.

## Leben
Nach dem Gymnasiumsabschluss arbeitete er in einer Waggonbaufabrik und diente dann in der Roten Armee im Russischen Bürgerkrieg. 1922 wurde er  in das Moskauer Institut für Volkswirtschaft (MINCh) abgeordnet. Nach Erwerb des Diploms wurde er Assistent am Lehrstuhl für Metallografie. Gleichzeitig arbeitete er als Technologe in einem Luftfahrtindustriewerk. 1931 wurde er Dozent am Lehrstuhl. 1932 wurde er zum Kandidaten der technischen Wissenschaften promoviert. 1938 übernahm er die Leitung des Lehrstuhls für Gießereiproduktion des MINCh. Neben seiner Lehrtätigkeit war er bis 1943 Hauptingenieur des Werks für Buntmetallfertigung und Direktor des Instituts GiproZwetMetObrabotka. 1952 wurde er zum Doktor der technischen Wissenschaften promoviert. 1953–1958 war er wissenschaftlicher Direktor des MINCh.
1962 wechselte er als Laboratoriumsleiter zum Staatlichen Forschungs- und Projektinstitut für die Metalle der Seltenen Erden (GiRedMet). 1965 bis zu seinem Tod war er Professor für Gießereiproduktion am Moskauer metallurgischen Abendinstitut.

## Ehrungen
- Stalinpreis I. Klasse (1941) für die Erfindung einer Druckgussmethode
- Orden des Roten Banners der Arbeit
- Ehrenzeichen der Sowjetunion
- Medaille „Für heldenmütige Arbeit im Großen Vaterländischen Krieg 1941–1945“